# Serge Verstockt
Serge Verstockt (Brasschaat, 28 februari 1957) is een Vlaamse componist.

## Biografie

### Opleiding en vorming
Geboren in een kunstminnend gezin met beide ouders als beeldend kunstenaar. Zijn vader Mark Verstockt geldt in de beeldende kunst als pionier van een hedendaagse vorm van het constructivisme. Serge kiest echter voor de muziek waarbij hij aanvankelijk als autodidact te werk gaat. Hij krijgt zijn eerste muzieklessen op het orgel waarna hij als 15-jarige de muziekschool bezoekt om pianoles te volgen.
De middelbare studies volgt het Conservatorium te Brussel met notenleer en geluidstechniek. In deze periode neemt hij ook lessen beeld en geluidsmontage aan het RITS. Bij Walter Boeykens volgt hij vervolgens les met het instrument klarinet aan het Koninklijk Muziekconservatorium van Antwerpen. Hij behaalde er de eerste prijs voor notenleer en klarinet. Aan de SEM-studio (Studio voor Experimentele Muziek) van Joris Delaet deed hij ervaring op  met de elektronische klankmanipulatie.
Van 1983 tot 1985 volgde hij de lessen aan het “Instituut voor Sonologie” te Utrecht bij Gottfried Michael Koenig. Koenig, als pionier op het vlak van de computerondersteunde compositie wijdt Serge Verstockt in in de formele compositiepraktijk en wijst hem op de mogelijkheden van de informatica. In 1985 organiseerde hij onder meer de “Elektronische Muziekdagen Antwerpen” en benadrukt het belang van de computerondersteunend componeren.

### Leer- en compositieopdrachten
De componist was als docent verbonden aan het conservatorium van Arnhem.Van 1997 tot 1999 was Verstockt junior fellow van de KBC-leerstoel Nieuwe Muziek (musicologie, KU Leuven). Hij kreeg verschillende compositieopdrachten zoals Antwerpen, Stad aan de stroom, Ipem, de Singel, Antwerpen 93 en November Music

### Muziekuitvoeringen
Verstockt gaf concerten van hedendaagse muziek, zowel instrumentaal als elektronisch, o.a. met het SEM-ensemble. Hij richt het ensemble ChampdAction op dat zich toelegt op het uitvoeren van hedendaagse muziek. In 1997 trok hij zich terug als artistiek directeur maar bleef hij met het ensemble samenwerken op artistiek vlak, tot hij in 2003 opnieuw de rol van artistiek directeur op zich nam.
In Kammerspiel (1998) ontwierp hij met architect Werner Van Dermeersch een virtuele ruimte waarin beelden werden gecombineerd met muziek. In With Screens (1998) combineerde hij elektronische instrumenten en computergestuurde beelden.
In Time is running, time stands still (2000) worden muziek, beeld, ruimte, beweging en taal geïntegreerd door de computer.
In Heavy metal (2004) bouwt de componist in samenwerking met Werner Van Dermeersch in Antwerpen gedurende 45 minuten een indrukwekkende auditieve stedelijke architectuur op met de beiaard en de klokken van de kathedraal en twaalf kerktorens binnen de ring, aangevuld met twee mobiele beiaarden, twee muzikanten van ChampdAction en een elektronische installatie.
In Stay Low (2006) in samenwerking met Werner Van Dermeersch zijn vier miniatuurluidsprekers aan lange draden opgehangen. Met onvoorspelbare bewegingen scheren ze over de hoofden van de luisteraars. Het geluid wordt geproduceerd door gemagnetiseerde banden en kraaksynthesisers.
In het najaar 2006 bracht ChampdAction een concert met Vlaamse creaties in het Wien Modern Festival,  verschillende uitvoeringen van Hallucination City van Glenn Branca en een uitvoering van de opera Hildegard van James Wood over Hildegard van Bingen in Musica Sacra te Maastricht.
Naast de structurele samenwerking met partners als MuHKA, Slagwerkgroep Den Haag en choreograaf Marc Vanrunxt, werd ChampdAction vanaf het seizoen 2006-2007 ensemble in residentie in de Singel in Antwerpen. Samen met het internationaal Kunstencentrum en het Conservatorium van Antwerpen werkte het ensemble een ambitieus participatieproject uit rond uitvoeringspraktijk, compositie en gebruik van elektronica in de hedendaagse muziek. Centrale gasten in dit laboratoriumproject waren de Sloveense componist Vinko Globokar en de Britse componist Richard Barrett.
In augustus 2007 voert men Verstockts muziek uit bij Jan Fabres muziektheaterstuk Requiem für eine Metamorphose op de Salzburger Festspiele met een bezetting van 25 zangers, acteurs en muzikanten. Verstockt schreef een mis voor de overlevenden, waarin het leven in het volle brandpunt staat.'
In oktober 2007, tijdens het tweejaarlijkse Antwerps muziekfestival music@venture onder leiding van curator Eric Sleichim, bracht Verstockt de compositie Drie. Vertrekkende van een subtiele ruimtelijke ervaring met surround sound bouwde hij zijn creatie uit tot een indrukwekkende klankuitbarsting. Daarbij trokken de vier percussionisten een geluidsmuur op die als een pure drum-'n-bass klonk.
In 2013 maakte hij met ChampdAction de 'trashopera' Hold your horses, die in première ging in deSingel in Antwerpen. In zijn eerste opera gaat Verstockt de confrontatie aan met een versplinterde wereld, op de grens tussen virtualiteit en realiteit. het Libretto  is vrij naar de 198 Methodes van geweldloze actie van Gene Sharp.
In 2015 volgde de opera HRZSCHMRZ, over liefde en virtuele realiteit. HRZSCHMRZ ging in de Ancienne Belgique in Brussel in première.
In 2018 maakte Verstockt samen met ChampdAction, Collegium Vocale Gent en muziektheater Transparant Canticum Canticorum, waarin het oudtestamentische Hooglied wordt geïnterpreteerd als aan protestsong.